# La Dernière Valse (film, 1936)
Pour les articles homonymes, voir La Dernière Valse.
Pour plus de détails, voir Fiche technique et Distribution.
La Dernière Valse est un film franco-britannique réalisé par Léo Mittler, sorti en 1936.

## Fiche technique
- Titre : La Dernière Valse
- Réalisation : Léo Mittler
- Scénario :  Reginald Arkell, Paul Schiller
- Musique : Oscar Straus
- Photographie : Léonce-Henri Burel
- Décors : Robert Gys, Emil Hasler
- Pays de production : France |  Royaume-Uni
- Format : Noir et blanc — 35 mm — 1,37:1 — Son : Mono
- Genre : Comédie dramatique
- Durée : 90 minutes (1 h 30)
- Date de sortie : 
  - France : 1er janvier 1936

## Distribution
- Jarmila Novotna :  La comtesse Véra-Élisabétha Opalinsky
- Jean Martinelli : Le comte Dimitri
- Armand Bernard : Le vieux général
- Gerald Barry : Le prince Paul
- Pierre Piérade
- Charlotte Lysès
- Marthe Mellot